# Гвинея на летних Олимпийских играх 1992
Гвинея принимала участие в Летних Олимпийских играх 1992 года в Барселоне (Испания) в пятый раз за свою историю, но не завоевала ни одной медали. Страну представляли 6 мужчин и 2 женщины, участвовавшие в соревнованиях по дзюдо и лёгкой атлетике.

## Лёгкая атлетика
Спортсменов — 5
Мужчины
| Спортсмен         | Вид               | Предваритель- ный круг | Предваритель- ный круг | Четвертьфинал | Четвертьфинал | Полуфинал | Полуфинал | Финал     | Финал     |
| Спортсмен         | Вид               | Результат              | Место                  | Результат     | Место         | Результат | Место     | Результат | Место     |
| ----------------- | ----------------- | ---------------------- | ---------------------- | ------------- | ------------- | --------- | --------- | --------- | --------- |
| Сориба Диаките    | 100 м             | 11,10                  | 6                      | Не прошёл     | Не прошёл     | Не прошёл | Не прошёл | Не прошёл | Не прошёл |
| Сориба Диаките    | Прыжки в длину    | NM                     | -                      | Не прошёл     | Не прошёл     | Не прошёл | Не прошёл | Не прошёл | Не прошёл |
| Амаду Си Саване   | 200 м             | 21,86                  | 7                      | Не прошёл     | Не прошёл     | Не прошёл | Не прошёл | Не прошёл | Не прошёл |
| Амаду Си Саване   | 400 м с барьерами | 54,26                  | 7                      | Не прошёл     | Не прошёл     | Не прошёл | Не прошёл | Не прошёл | Не прошёл |
| Мохамед Си Саване | 800 м             | 11,10                  | 6                      | Не прошёл     | Не прошёл     | Не прошёл | Не прошёл | Не прошёл | Не прошёл |
| Мохамед Си Саване | 1500 м            | 3.51,96                | 9                      | Не прошёл     | Не прошёл     | Не прошёл | Не прошёл | Не прошёл | Не прошёл |

Женщины
| Спортсмен      | Вид   | Забег           | Забег | Четвертьфинал | Четвертьфинал | Полуфинал | Полуфинал | Финал     | Финал     |
| Спортсмен      | Вид   | Результат       | Место | Результат     | Место         | Результат | Место     | Результат | Место     |
| -------------- | ----- | --------------- | ----- | ------------- | ------------- | --------- | --------- | --------- | --------- |
| Амината Конате | 100 м | 12,33           | 7     | Не прошла     | Не прошла     | Не прошла | Не прошла | Не прошла | Не прошла |
| Уму Соу        | 200 м | не финишировала | -     | Не прошла     | Не прошла     | Не прошла | Не прошла | Не прошла | Не прошла |

## Дзюдо
Спортсменов — 3
Мужчины
| Спортсмен     | Категория | 1/32                    | 1/16                      | 1/8                  | 1/4                  | 1/2                  | 1-й доп. раунд         | Утешит. четвертьфинал | Утешит. полуфинал    | За 3 место           | Финал                |
| Спортсмен     | Категория | Соперник Результат      | Соперник Результат        | Соперник Результат   | Соперник Результат   | Соперник Результат   | Соперник Результат     | Соперник Результат    | Соперник Результат   | Соперник Результат   | Соперник Результат   |
| ------------- | --------- | ----------------------- | ------------------------- | -------------------- | -------------------- | -------------------- | ---------------------- | --------------------- | -------------------- | -------------------- | -------------------- |
| Мамаду Ба     | До 60 кг  | -                       | Назим Хусейнов пор. иппон | Не прошёл            | Не прошёл            | Не прошёл            | Орлин Русев пор. иппон | Завершил выступление  | Завершил выступление | Завершил выступление | Завершил выступление |
| Секу Камара   | До 78 кг  | Патрик Матанги пор. юко | Завершил выступление      | Завершил выступление | Завершил выступление | Завершил выступление | Завершил выступление   | Завершил выступление  | Завершил выступление | Завершил выступление | Завершил выступление |
| Мохамед Дукур | До 95 кг  | -                       | Иржи Сосна пор. иппон     | Завершил выступление | Завершил выступление | Завершил выступление | Завершил выступление   | Завершил выступление  | Завершил выступление | Завершил выступление | Завершил выступление |